# Мордор
Мо́рдор (синд. Mordor, «Чёрная страна») — в легендариуме Дж. Р. Р. Толкина — область на юго-востоке Средиземья к востоку от Андуина, владения Саурона. Фродо и Сэм отправились туда, чтобы уничтожить Кольцо Всевластья. Мордор уникален благодаря трём огромным горным хребтам, окружающим его с севера, запада и юга и защищающим эту землю от неожиданного нападения. В честь Мордора названо крупное приполярное пятно на спутнике Плутона Хароне (название пока не утверждено Международным астрономическим союзом).

## Прообраз
Прототипом Мордора из реальности послужила для Толкина индустриальная область между Лидсом и Шеффилдом, также в этом качестве упоминаются города Бирмингем и Уиган Великобритании. На образ Мордора повлиял антииндустриализм Толкина.

## География
Мордор был защищён с трёх сторон горными цепями, устроенными примерно прямоугольно: Эред Литуи (или Изгарные Горы) на севере, Эфель Дуат (Горы Тени) на западе и на юге. В северо-западной части Мордора глубокая долина Удун была единственным входом для больших армий. Там же, на стыке Гор Тени и Изгарных гор были построены Чёрные Ворота Мордора. Башни, помещённые позади Чёрных Ворот (их называют Клыками Мордора), были построены Гондором, чтобы удерживать зло в пределах Мордора. Перед этими воротами лежит огромное Дагорладское поле. Главная крепость Саурона, Барад-дур, находилась в предгорьях Эред Литуи. К юго-западу от Барад-Дура лежит засушливое плато Горгорот, юго-восточнее, у солёного моря Нурнен, лежит ещё одно крупное плато — Литлад. Проход в узкий перевал через Горы Тени охраняла крепость Минас Моргул (ранее Минас Итиль). Перевал называется Кирит Унгол, в честь крепости, стоящей непосредственно на самом перевале. Там же обитала Шелоб, в туннелях, недалеко от крепости Кирит Унгол. Лабиринт Шелоб имел название Торек-Унгол. Южная часть Мордора, где располагалось солёное внутреннее море Нурнен, была намного более плодородная, и достаточно влажная, чтобы вести там сельское хозяйство, которым занимались человеческие рабы под присмотром надсмотрщиков-орков. К западу от Мордора располагалась узкая полоса земли Итилиэн, за которой находился город Осгилиат и река Андуин.
Флора Мордора — последние растения, сумевшие выжить в этой «умирающей, но ещё не умершей» стране (Властелин Колец). Включает «низкорослые деревца», «пучки жёсткой серой травы», «сморщенные мхи», «заросли ежевики» и густо растущие кустарники, которые можно было найти около крохотных ручейков, стекающих с гор. Сэм и Фродо укрылись за такими кустами ежевики, у которых были длинные острые шипы и крючковатые колючки. Кустарники также имели шипы, которые Сэм описывает как «длиною в фут» (30 см).

### Главные географические объекты
- Вулкан Ородруин, или Роковая гора
- Чёрный Замок Барад-дур
- Мораннон, или Чёрные Врата Мордора
- Замок Минас-Моргул, или Крепость Тёмных Сил
- Крепостная сторожевая башня Кирит Унгол
- Эфель Дуат, или Теменные Горы
- Горы Эред Литуи, или Изгарные горы
- Плато Горгорот
- Море Нурнен

### Второстепенные объекты

#### Перевал Кирит-Унгол
Перевал в горном хребте Изгарных Гор; название которого в переводе с Синдарина означает «паучий проход», названный так потому, что там же проживала всю Т. Э. Шелоб в образе огромного паука. Является одним из двух путей запада на восток в Мордор вместе с Моргулским перевалом. Охранялась самой Шелоб и крепостной сторожевой башней, нередко так же именуемой «башней на перевале» и «Кирит-Унгол». По нему некогда проходили Голлум, Сэмуайз Гэмджи и Фродо Бэггинс во время своего знаменитого похода в Мордор; здесь же часто во времена Саурона ходили многие отряды орков, хотя и боялись гигантской паучихи, — для того же было в нём прорублено много обходных путей.

#### Перевал Кирит-Горгор
Главный проход в Мордор, в месте где сходятся горные цепи Эред Литуи и Эфель Дуат. Следовал после чёрных врат Мордора (Мораннон), и приводил в долину Удун.

#### Долина Удун
Горная долина на северо-западе Мордора между отрогами Эред Литуи и Эфель Дуат. Во время присутствия Саурона в Мордоре, как во Вторую, так и в Третью Эпоху, Удун была укреплена и в ней находились кузницы и оружейни. Разрушена после Войны Кольца в конце Третьей Эпохи.

## История

### Появление
Появление Мордора было последствием разрушительных действий Моргота во времена долгой Первой эпохи. Вероятно, этот край сформировался в ходе колоссальных вулканических извержений. Ему дали название Мордор уже во времена Саурона, обосновавшегося там, из-за его вулкана Ородруина (который также называли Роковой Горой) и его пламени.

### Ранняя история
Саурон обосновался в Мордоре спустя 1000 лет после конца Первой эпохи, после чего эта местность стала пристанищем его злой воли на всю Вторую и Третью эпохи Средиземья. На северо-западе Мордора, посреди плато Горгорот, находится вулкан Ородруин, где Саурон выковал Единое кольцо. К северо-востоку от Ородруина, на расстоянии одной лиги стояла цитадель Саурона Барад-дур. После воцарения в этой стране Саурон стал известен как Тёмный властелин Мордора.
В течение 2500 лет Саурон непрерывно управлял Мордором. Создав Единое кольцо, он пошёл войной на эльфов Эрегиона и казнил попавшего в плен Келебримбора, но был повержен воинами короля Линдона Гиль-галада и нуменорцами. После этого, спустя почти тысячу лет, он пошёл войной на людей, покуда не был захвачен и привезён в Нуменор, который из-за деятельности Саурона был потоплен (вместе с ним самим). Сразу после разрушения Нуменора Саурон возвратился в Мордор как дух, и приняв новое, жуткое обличье, вновь стал править Мордором.

### Последний Союз и Третья Эпоха
Правление Саурона было прервано, когда он попытался уничтожить новое королевство людей Гондор, основанное потомками погибшего Нуменора. После нескольких лет осады, силы Последнего Союза Эльфов и Людей вошли в Мордор. Саурон был повержен в заключительном сражении на склонах Ородруина. В течение приблизительно тысячи лет Мордор охранялся Гондором.
Жертвы от Чёрной Чумы, во время правления короля Телемнара, были настолько велики, что укрепления, охраняющие Мордор были оставлены, поскольку войска были нужны для охраны границ Гондора. Лишённый охраны, Мордор снова начал заполняться злом. Минас Итиль в Моргульской долине был захвачен назгулами, а укрепления, которые должны были защитить Гондор от угрозы из Мордора, были превращены в средство защиты Мордора от нападения извне. К тому времени, когда Саурон возвратился в Мордор, тот был очень хорошо защищён. На севере в течение Войны Кольца стояли крупные гарнизоны, а солёное Внутреннее море на юге позволяло содержать рабов из стран востока и юга, которые возделывали землю и снабжали армию.

### Война за Кольцо
В течение этой войны Саурон собрал все свои силы к Мордору. После сражения у Минас Тирита Арагорн подошёл к Чёрным Воротам. Саурон послал армию, чтобы уничтожить его воинства Гондора и Рохана, но когда Фродо Бэггинс и Сэм Гэмджи (при «содействии» Голлума) уничтожили Кольцо Всевластья, Мордор пал. Тёмная Башня, Чёрные Врата и Клыки Мордора разрушились. Произошло извержение Ородруина, Саурон и его назгулы были окончательно развоплощены (до конца дней). После Войны Кольца воцарившийся в Гондоре Арагорн освободил рабов в южном Мордоре и королевским указом даровал им в вечное владение земли вокруг моря Нурнен.